# Союз исландских общин
Союз исландских общин (исл. Samband íslenskra sveitarfélaga) — сообщество исландских органов местного самоуправления. Союз был основан в 1945 году 52 исландскими общинами; с 1973 года все местные органы самоуправления Исландии являются членами союза. Союз обладает правом представлять интересы общин Исландии и принимать от их имени решения, действующие на территории всех общин.

## Деятельность
Союз исландских общин действует в соответствии с Законом о местном самоуправлении № 138/2011, где изложены права и обязанности Союза. 
Согласно Закону о местном самоуправлении Союз исландских общин является полномочным представителем органов местного самоуправления в Исландии и его деятельность очень разнообразна. Основная задача Союза — работать во имя всех общин страны и быть защитником их общих интересов в отношениях с правительством, Альтингом и другими сторонами как в Исландии, так и за рубежом. Для этого Союз постоянно поддерживает связь с правительством Исландии и  Альтингом, участвует в подготовке и обсуждении законопроектов, даёт комментарии по парламентским вопросам, а также тем или иным способом сообщать о политике Союза и общих интересах органов местного самоуправления Исландии. Между Союзом исландских общин и правительством Исландии действует специальное соглашение о сотрудничестве, содержащее ряд положений регулирующих отношения между ними.
Союз формулирует общую политику общин по отдельным вопросам и, что не менее важно, союз оказывает юридическую поддержку общинам. Также, что немаловажно, Союз помогает общинам в области рынка труда, в том числе ведет переговоры о заработной плате с ассоциациями работодателей и профсоюзов. Для этого Союз имеет в общинах своих специальных представителей, которые наделены широкими полномочиями по этим вопросам.

## Структура
Всеисландский съезд представителей общин (landsþingi) проводится ежегодно. Каждый орган местного самоуправления в Исландии, т.е. каждая община, имеет как минимум одного представителя на съезде и их количество зависит от числа жителей в общине. Правление (stjórn) Союза состоит из девяти членов и избирается на съезде. Председатель правления избирается путем отдельного голосования на съезде, на 2021 год им являлась Альдис Хафстейнсдоуттир. 
Правление Союза формирует состав исполнительного комитета Союза исландских общин, который непосредственно:
- реализует политику Союза;
- отстаивает интересы общин;
- предоставляет информацию о конкретных аспектах деятельности общин;
- публикует материалы, касающиеся местного самоуправления.

Исполнительный комитет возглавляет исполнительный директор, на 2021 год им являлся Карл Бьёднссон. Исполнительный комитет разделен между пятью основных отделов, каждый из которых находится в ведении руководителя отдела: 
1. финансово-экономический отдел;
2. отдел заработной платы,
3. юридический отдел;
4. информационный отдел и издательское дело;
5. отдел международных связей и развития.

Руководитель информационного отдела также является менеджером по персоналу.
Интересы Союза исландских общин в Европейском союзе и Европейской экономической зоне представляет офис в Брюсселе, которое защищает интересы исландских органов местного самоуправления и участвует в различных европейских программах. 
Исполнительный комитет Союза работает совместно с Lánasjóður sveitarfélaga (рус. Кредитный фонд местного самоуправления) — акционерным обществом с ограниченной ответственностью, которое принадлежит исландским общинам. Lánasjóður sveitarfélaga является кредитной компанией, основная роль которой это заключается в финансовой поддержке исландских общинам путем предоставления ссуд на выгодных условиях. 
Союз исландских общин издает профильный журнал «Sveitarstjornarmal» (рус. Вопросы местного самоуправления). Журнал непрерывно издается с 1941 года и выходит 2—3 раза в год. 